# Saut sur corde
 (juillet 2023).
Si vous disposez d'ouvrages ou d'articles de référence ou si vous connaissez des sites web de qualité traitant du thème abordé ici, merci de compléter l'article en donnant les références utiles à sa vérifiabilité et en les liant à la section « Notes et références ».
Le saut sur corde (de l'anglais ropejump), également fréquemment appelé saut pendulaire, ou swing, est une discipline sportive et ludique, consistant à sauter dans le vide au moyen de matériel initialement prévu pour l'escalade ou l'alpinisme.
Il se distingue du saut à l'élastique par sa trajectoire en partie semi-circulaire de balancier pendulaire et non purement verticale. Il peut offrir une proportion de chute libre plus importante qu'en saut à l'élastique.
Cette discipline a été inventée par Dan Osman.

## Principe

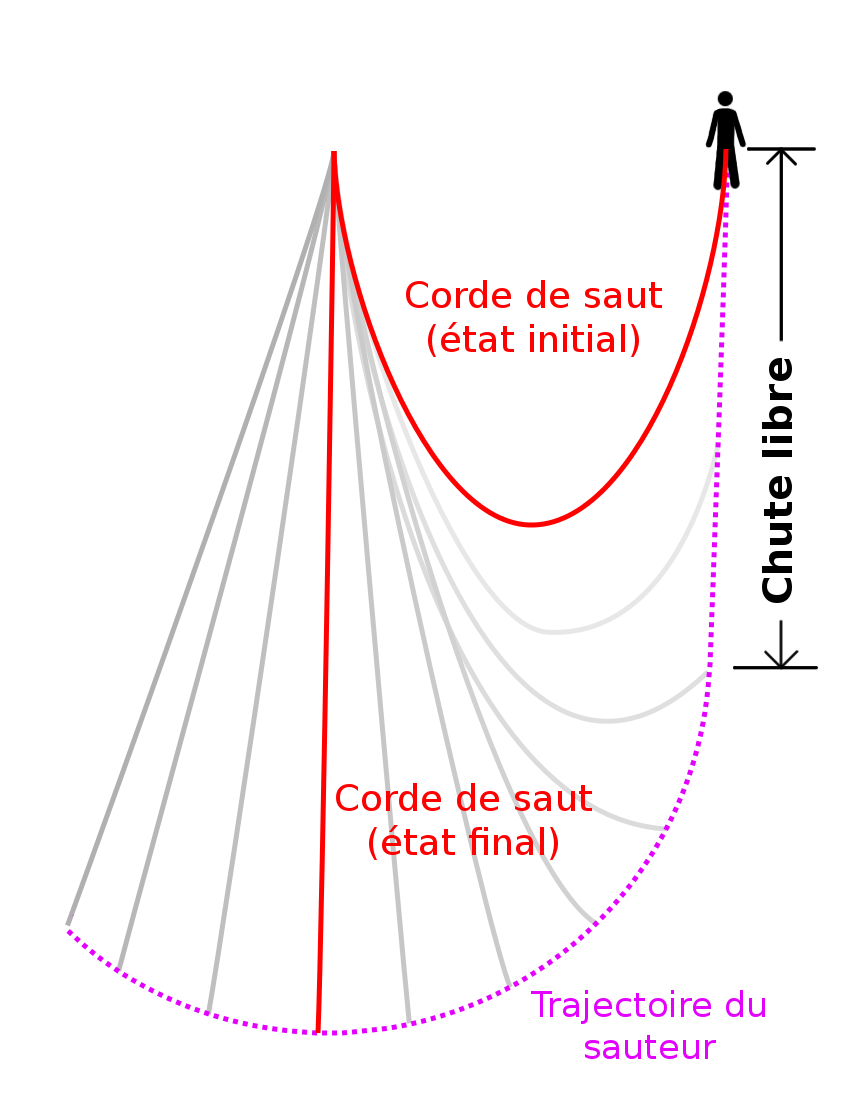
Détail schématique d'un saut pendulaire.

Le support du balancement peut être soit une simple corde dynamique d'escalade, souvent doublée par sécurité, soit deux câbles parallèles dont l'extrémité est en forme de trapèze et depuis lesquels sont attachés une à trois personnes, comme la balançoire géante du viaduc de la Souleuvre.
Les cordes de saut sont ancrées à deux cordes supérieures semi-statiques, horizontales ou inclinées dans le sens de la pente, elles-mêmes ancrées au sol. Ces ancrages peuvent être des troncs d'arbres ou poteaux dans les parcours aventure, ou des points d'ancrage tels que des spits d'escalade.

### Trajectoire
Le tremplin de départ (appelé parfois « exit », vocabulaire emprunté au base-jump) du ou des sauteurs doit se trouver assez loin du point d'ancrage de la corde de saut pour permettre la trajectoire circulaire. 
Le départ procure un airtime d'accélération négative en apesanteur, rendu sensationnel par le fait que les cordes de saut sont souvent plus longues que l'axe de rotation, et donc lâches, tel que le montre le schéma ci-joint. Une grande partie du début de la trajectoire est ainsi souvent purement verticale, avant d'effectuer la trajectoire circulaire en balancier.
Il est suivi d'une remontée par balancement à une vitesse importante pouvant atteindre 100 km/h, puis redescente en arrière d'amplitude un peu plus faible, et ainsi de suite.
Chaque balancement successif se réduit progressivement en amplitude, accélérations et vitesse, en raison de la perte d'énergie cinétique due aux frottements et à l'élasticité du système, jusqu'à l'arrêt obtenu par freinage des dernières petites oscillations. Cet effet de balancement est proportionnellement réduit par une longueur de corde importante, qui absorbe l'énergie potentielle du sauteur.
L'amortissement de la chute est obtenu par le mouvement pendulaire tel une balançoire, transformant la translation linéaire de la chute libre en translation circulaire, ainsi que par l'élasticité des cordes sur lesquelles les cordes de saut sont ancrées. Par comparaison, l'amortissement d'un saut à l'élastique est obtenu par l'élasticité des fils de latex, non-nécessaire pour une corde de saut pendulaire. Des calculs de force de choc sont effectués pour éviter tout traumatisme pour le sauteur.

## Pratique et hauteurs
Les sauts pendulaires peuvent être pratiqués :
- En terrain naturel aux abords de falaises dont la géométrie se prête aux sauts (verticalité pure ou falaise déversante, ancrages, etc.) ;
- Parmi les portiques des parcours acrobatiques en hauteur, appelés « Saut de Tarzan », en partant de l'une des plates-formes fixée à un tronc d'arbre vers un filet vertical sur une hauteur de quelques mètres ;
- Depuis un point plus élevé tels qu'un pont ou un viaduc, appelés parfois aussi « balançoires géantes » ou « Swing », d'une hauteur importante de plusieurs dizaines voire centaines de mètres, étant souvent associés aux sauts à l'élastique, voire tyroliennes en taggle rope depuis le même pont ou viaduc, tels qu'au viaduc de la Souleuvre dans le Calvados, d'une hauteur de 61 mètres ;
- Dans quelques fêtes foraines, depuis un portique comme à la Foire du Trône dans les années 2000, nommé « Sky Rider », notamment dans quatre Luna-Park, tels qu'au Cap d'Agde, Vias, Le Grau-du-Roi et Fréjus, les câbles de suspension tenant les câbles de balancement étant fixés entre deux hauts pylônes, conjointement au saut à l'élastique depuis une grue.

## Dangerosité
Dan Osman s'est tué en 1998 en pratiquant cette discipline qu'il a fondée.

## Records
- En mai 2014, les équipes Pyrénaline, Rock&Rope et High Jump se sont associées pour battre le record du monde de saut pendulaire à Montrebei dans les Pyrénées espagnoles. Alexey Bokoch y a réalisé un saut d'une hauteur totale de 425 mètres, dont 330 mètres de chute libre[1].
- En septembre 2019, les membres de l'équipe VerticalVoid se réunissent dans les Alpes, sur le massif du Dévoluy pour y battre le record de France. Le record a été réalisé sur une falaise de 380 mètres avec un saut d'une hauteur totale de 300 m dont 270 m de chute libre[2].